# Evergestis brunnea
Evergestis brunnea là một loài bướm đêm trong họ Crambidae.